# Ирина Кирсанова
«Ирина Кирсанова» (1915) — художественный немой фильм режиссёра Евгения Бауэра. Другое название — «Палач чужой жизни».
Фильм вышел на экраны 13 октября 1915 года и имел «шумный успех». Продолжением (второй серией) является фильм «Борис и Глеб» (1915).
Фильм не сохранился.

## Сюжет
Беспринципного Валериана Ронецкого манили миллионы богатой, красивой и независимой Ирины Кирсановой. Он сумел заставить поверить в искренности его чувств к ней. Ирина увлеклась Ронецким и не оценила искренней любви к ней Бориса Николаева.
Прошло три года. Женившийся на Ирине Ронецкий сумел войти в доверие настолько, что Ирина поручает ему ведение всех дел. Он крадёт у Ирины значительные средства и тратит их на свою любовницу Екатерину Инсарову.
Ирина начинает подозревать мужа и застаёт его в объятиях подруги. Ирина решает развестись. Ронецкий открыто живёт с Инсаровой. Ирина предлагает сто тысяч рублей за развод и приглашает преданного ей Бориса. Приходит Ронецкий, возникает ссора, Ронецкий набрасывается на Ирину, Борис убивает его.
Ирина вытирает кровь с рук Бориса. Внезапно появляется человек в маске с револьвером и требует деньги. Ирина направляет его в комнату с трупом, запирает там и вызывает полицию. Полиция арестовывает незадачливого грабителя, которым оказался шофёр Ронецких, и предъявляет ему обвинение в убийстве. Шофёр напрасно пытается оправдаться. В его невиновность верят только его сестра Лиза и взявшийся его защищать Глеб Николаев, брат Бориса. Ирина молчит на суде, но Глеб обещает пролить свет на это дело и обжаловать обвинительный приговор.

## В ролях
- Лидия Терек — Ирина Кирсанова
- Александр Вырубов — Валерий Ронецкий, её жених, потом муж
- Вера Глинская — Екатерина Инсарова, любовница Ронецкого
- Иван Горский — Глеб Николаев
- Витольд Полонский — Борис Николаев
- Сергей Рассатов — профессор Николаев, их отец
- Ольга Рахманова — жена профессора Николаева
- А. Сотников — Колодин, шофёр
- Тамара Гедеванова — Лиза, горничная
- А. Мирский — судебный следователь
- Тисецкий — товарищ прокурора
- Павел Кнорр — пристав

## Съёмочная группа
- Режиссёр: Евгений Бауэр
- Сценарист: Анталек (Антонина и Александр Ханжонковы)
- Оператор: Борис Завелев
- Продюсер: Александр Ханжонков

## Оценки
Рецензент журнала «Проектор» («Проэктор») отмечал, что достоинство картины «в очень интересном сюжете, умело разработанном и поставленном и гладко разыгранном». «Из исполнителей, — продолжал он, — на переднем плане г-жа Терек, давшая чёткий образ „сильной женщины“». Отмечалась жизненность и естественность киноленты.
Фильмы «Ирина Кирсанова» и «Братья Борис и Глеб», по мнению историка кино Б. С. Лихачёва, были лучшими фильмами года.
Историк кино Вениамин Вишневский описал фильм как «уголовно-психологический кинороман с интересным сюжетом, единодушно отмеченный всей русской прессой как безусловно удачная картина».